# Schloss Almegg
Schloss Almegg är ett slott i Österrike. Det ligger i distriktet Wels-Land och förbundslandet Oberösterreich, i den centrala delen av landet, vid byn Almegg i Steinerkirchen an der Traun.
Trakten runt Schloss Almegg består till största delen av jordbruksmark samt av små skogar. Slottet ligger i dalgången av floden Alm. Det ägs sedan 1870 av ätten von Handel.